# Bō
Bō (jap. 六尺棒 roku-shaku-bō; dosł. kij o długości 6 shaku) – kij długi, dłuższy niż jō, wykonany z drewna lub bambusa, rzadziej z metalu, rodzaj broni używany w sztukach walki. Jednostka długości shaku równa się 30,3 cm.

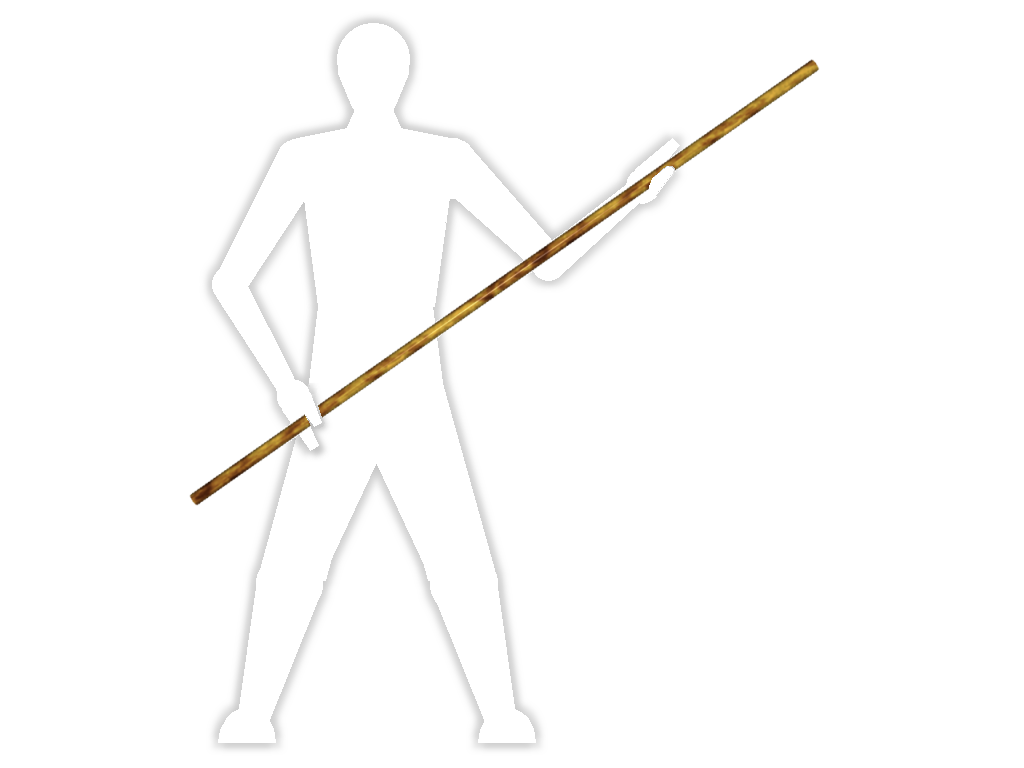
Prawidłowy uchwyt bō

Jego długość jest dobierana zależnie od posiadacza, ale zazwyczaj dochodzi do ok. 180 cm. Kij ten doskonale sprawdza się w walce. Z racji swej długości ma duży zasięg, co w bezpośrednim starciu przesądza nieraz o życiu lub śmierci. Bō może być używany nie tylko do bezpośredniego ataku, lecz także do obrony lub jako podpora przy wykonywaniu ciosów kończynami. Jest to broń typowo obuchowa i przeznaczona jest do zadawania takich właśnie obrażeń.
W niektórych stylach bōjutsu bō traktuje się jak imitację włóczni (przyjmuje się, że z jednego końca znajduje się ostrze, co implikuje poważne różnice w obchodzeniu się z kijem). Zazwyczaj jednak bō traktuje się jako samodzielną broń.